# Herpis flavescens
Herpis flavescens är en insektsart som först beskrevs av Frederick Arthur Godfrey Muir 1917.  Herpis flavescens ingår i släktet Herpis och familjen Derbidae. Inga underarter finns listade i Catalogue of Life.